# Machinarium
Machinarium es una aventura gráfica y videojuego de puzzles, creado por Amanita Design. Fue lanzado al mercado el 16 de octubre del 2009 para Microsoft Windows, Mac OS X y Linux. Sin embargo, las demos estuvieron disponibles para jugar en el sitio oficial de Machinarium desde el 30 de septiembre del 2009.

## Jugabilidad
El objetivo de Machinarium es resolver una serie de puzzles. Algunos están ligados con el mundo exterior, y se resuelven con el método de point-and-click.
Uno de los detalles más destacados en Machinarium es que este no contiene diálogos escritos entre los personajes. El juego usa un sistema de globos de diálogo animados para la comunicación entre los personajes.
El juego usa un mecanismo de pistas, de manera que el jugador puede recibir una pista por cada nivel, que le indique qué tiene que hacer para progresar en el juego. Sin embargo, cuanto más se avanza en el juego, las pistas se vuelven más complicadas. Además, el juego incluye una guía al que se puede acceder siempre, jugando un minijuego. La guía, como todo lo demás, no está escrito, sino que está compuesto de una serie de dibujos en forma de historieta.

## Desarrollo
Machinarium fue desarrollado en un período de tres años, por siete personas de nacionalidad checa, los cuales financiaron el proyecto con sus propios ahorros. El presupuesto de la comercialización del juego fue de $2500.

## Recepción
Machinarium fue bien recibido a pocos días de su lanzamiento. Según la crítica de algunos sitios de Internet, como Game Rankings y Metacritic, el juego tiene una puntuación aproximada de 84.78% y 85%, respectivamente.
Ganó el premio Excellence in Visual Art, en el 12.º Independent Games Festival anual.